# Severin Christensen
Hans Severin Christensen (født 19. marts 1867 i Rønne, død 19. januar 1933 i  København) var en dansk læge og moralfilosof, hvis tanker var en hovedinspirationskilde til oprettelsen af partiet Retsforbundet. 

## Privatliv
Severin Christensen voksede op i Rønne som søn af købmand Hans Christian Julius Christensen (1830-94) og Laura Christine Margrethe Sørensen (1829-1901) i en velstillet middelklassefamilie og blev student fra Rønne Statsskole i 1885. Efter at have købt en lægeprakisis giftede han sig  5. september 1896 i Frederiksberg Kirke med Elna Emilie Henriques (27. maj 1866 - 4. marts 1938), der var datter af hospitalsinspektør og justitsråd Vilhelm Moritz Henriques (1828-1889) og Marie Christine Rasmussen (1826-1913), samt søster til violinisten og komponisten Fini Henriques (1867-1940). Da Elna Emilie Henriques led af epilepsi, og loven forbød kvinder med den sygdom at få børn, adopterede Severin Christensen og hans hustru en pige, som de kaldte Ellen Hansine Christine Severine Christensen (1892-1972).
Christensen havde livet igennem en stor privat vennekreds, der bl.a. talte komponisten Rued Langgaard og den svenske kunstmaler Carl Larsson.
Han er begravet på Gentofte Kirkegård.

## Lægegerning
Efter studentereksamen studerede Severin Christense medicin ved Københavns Universitet og blev cand. med. i 1892 og afsluttede sin turnus i 1894, hvorefter han foretog en længere studierejse til udlandet og i 1896 begyndte at praktisere som læge i København, hvor han desuden 1905-10 var assistent ved poliklinikkens afdeling for børnesygdomme og fra 1913-32 kommunelæge. Fra 1918 til 1923 var han endvidere medlem af kommunens værgeråd. 

## Moralfilosofisk forfatterskab
Severin Christensen skrev en række bøger og talrige artikler, hvor han i ofte polemisk form forsvarede det enkelte individs ret over for et samfund, der efter hans opfattelse overså nødvendigheden og værdien af personlighedens udvikling og i alt for høj grad tolererede statens indblanding i private spørgsmål. I sine rets- og moralfilosofiske værker forsøgte Christensen at vise, at man med udgangspunktet i den tendens til kompensation, der efter hans opfattlse som en  art social naturlov havde dannet grundlaget for alle historisk kendte samfund, ville kunne formulere et moralprincip, der indeholder minimumsbetingelserne for et roligt og trygt samfundsliv og frembyder optimale muligheder for det enktelte individs personlighedsudvikling. Ud fra dette princip er de handlinger moralske, der er bestemt ved hensynet til, at ydelse og modydelse afvejes således, at de svarer til (er ækvivalente med) hinanden, og som resulterer i, at enhver får og beholder sin ved ækvivalent ydelse erhvervede ejendom.

## Påvirkning af Retsforbundet
Severin Christensen fik en stor tilhængerskare, særligt blandt højskolefolk og socialt bevidste kristne i København, der i 1919 sammen med danske tilhængere af den amerikanske økonom Henry George dannede bevægelsen Danmarks Retsforbund, der i væsentlig grad var præget af Severin Christensens tanker. Forbundet blev i 1922 omdannet til et egentligt politisk parti, der stræbte efter at virkeliggøre en såkaldt "retsstat" inspireret af Christensens moralfilosofi. 

## Etik og livsfilosofi
Severin Christensen opfattede sit moralprincip som almengyldigt og udarbejdede med udgangspunkt i det en videnskabelig etik i "Etikens logiske Begrundelse" (1912) og "Om Muligheden af en objektiv eller videnskabelig Etik" (1929). 
Ud fra sin opfattelse af filosofien som "læren om livsværdier" fremstillede Christensen desuden i en række afhandlinger en livsfilosofi, der med udgangspunkt i Ludvig Feilbergs tanker i første række tog sigte på det karakterdannende. Christensen tog dog skarpt afstand fra Feilbergs metode og naturvidenskabelige analogier, som han erstattede med en teistisk farvet livsanskuelse, hvor "den intuitive vejning" af livsværdierne var afgørende. 

### Morafilosofi og retsfilosofi
- Naturlig Ret paa Grundlag af ækvivalent Kompensation (1907)
- Ret og Uret (1909)
- Retsstaten. En Fremstilling af det offentlige Livs Etik (1911) (revideret 2. udg. 1922)
- Professor Torp som Retsfilosof (1911)
- Retsmoral i Privatliv og Statsstyre, udgivet i samarbejde med Axel Dam og Christian Lambek, (1916)
- Fra Magtstat til Retsstat (1924)

### Etik
- Etikens logiske Begrundelse (1912)
- Om Muligheden af en objektiv eller videnskabelig Etik (1929)

### Livsfilosofi
- Livsfilosofiske Omrids (1914)
- "Hvad Filosofi er" i Vor Tid, I (1915)
- Indad. Det sjælelige Værdigrundlag (1918)
- "Ett kungarike for en livsåskådning. Till belysning av det kategoriska imperativet (1926)(dansk udgave 1933)

Derudover skrev Severin Christensen en del lægevidenskabelige artikler, særligt om børnesygdomme, samt en novelle. De fleste af hans moralfilosofiske værker udkom også i svenske udgaver.

### Oversættelser
Christensen oversatte værker af den tyske filosof Friedrich Nietzsche, den tyske eksperimentalpsykolog og naturfilosof Gustav Theodor Fechner, den britiske samfunds- og kunstkritiker John Ruskin, samt den amerikanske avisudgiver Orren Madison Donaldsons filosofiske værk "Borgerlig Hæderlighed". 